# هيو هدسون
هيو هدسون (بالإنجليزية: Hugh Hudson)‏ مواليد 25 أغسطس 1936 في لندن، هو مخرج إنجليزي بدأ نشاطه سنة 1967.

## الأعمال
- 2016: العثور على التاميرا
- 2000: حلمت بأفريقيا
- 1999: My Life So Far
- 1995: لوميير والشركة
- 1989: الملائكة التائهة
- 1985: الثورة
- 1981: عربات النار

## الترشيحات والجوائز
| السنة | الحدث                   | الفئة                   | النتيجة |
| ----- | ----------------------- | ----------------------- | ------- |
| 1982  | مهرجان كان السينمائي    | أفضل إخراج              | رُشِّح     |
| 1982  | مهرجان تورنتو السينمائي | جائزة الجمهور في تورنتو | فوز     |
| 1982  | جائزة الأوسكار          | أفضل إخراج              | رُشِّح     |
| 1982  | جائزة البافتا           | أفضل إخراج              | رُشِّح     |

## الوفاة
توفي هيو هدسون في 10 فبراير 2023 عن عمر ناهز السادسة والثمانين.

## وصلات خارجية
- الموقع الرسمي
- هيو هدسون على موقع IMDb (الإنجليزية)
- هيو هدسون على موقع الموسوعة البريطانية (الإنجليزية)
- هيو هدسون على موقع ألو سيني (الفرنسية)
- هيو هدسون على موقع تيرنر كلاسيك موفيز (الإنجليزية)
- هيو هدسون على موقع أول موفي (الإنجليزية)
- هيو هدسون على موقع قاعدة بيانات الأفلام السويدية (السويدية)
- هيو هدسون على موقع قاعدة بيانات الفيلم (الإنجليزية)
- هيو هدسون على موقع كينوبويسك (الروسية)